# Intertoto-Cup 1984
Der 18. Intertoto-Cup wurde im Jahr 1984 ausgespielt. Das Turnier wurde mit 40 Mannschaften ausgerichtet.

## Gruppenphase

### Gruppe 1
| Pl. | Verein                   | Sp. | S | U | N | Tore    | Diff. | Punkte |
| --- | ------------------------ | --- | - | - | - | ------- | ----- | ------ |
| 1.  | Bohemians ČKD Prag       | 6   | 5 | 0 | 1 | 020:700 | +13   | 10:20  |
| 2.  | FC St. Gallen            | 6   | 2 | 2 | 2 | 008:130 | −5    | 06:60  |
| 3.  | Borussia Mönchengladbach | 6   | 2 | 1 | 3 | 011:120 | −1    | 05:70  |
| 4.  | Lyngby BK                | 6   | 1 | 1 | 4 | 008:150 | −7    | 03:90  |

|                          | Tschechoslowakei | Schweiz | Deutschland Bundesrepublik | Danemark |
| ------------------------ | ---------------- | ------- | -------------------------- | -------- |
| Bohemians ČKD Prag       |                  | 5:0     | 4:2                        | 5:1      |
| FC St. Gallen            | 3:2              |         | 1:3                        | 2:1      |
| Borussia Mönchengladbach | 0:2              | 1:1     |                            | 5:0      |
| Lyngby BK                | 1:2              | 1:1     | 4:0                        |          |

### Gruppe 2
| Pl. | Verein               | Sp. | S | U | N | Tore    | Diff. | Punkte |
| --- | -------------------- | --- | - | - | - | ------- | ----- | ------ |
| 1.  | Aarhus GF            | 6   | 4 | 2 | 0 | 011:700 | +4    | 10:20  |
| 2.  | Lillestrøm SK        | 6   | 2 | 3 | 1 | 010:700 | +3    | 07:50  |
| 3.  | TJ Baník Ostrava OKD | 6   | 2 | 1 | 3 | 007:900 | −2    | 05:70  |
| 4.  | BSG Wismut Aue       | 6   | 0 | 2 | 4 | 006:110 | −5    | 02:10  |

|                      | Danemark | Norwegen | Tschechoslowakei | Deutschland Demokratische Republik 1949 |
| -------------------- | -------- | -------- | ---------------- | --------------------------------------- |
| Aarhus GF            |          | 2:2      | 1:0              | 2:1                                     |
| Lillestrøm SK        | 2:2      |          | 2:0              | 1:1                                     |
| TJ Baník Ostrava OKD | 1:2      | 2:1      |                  | 0:0                                     |
| BSG Wismut Aue       | 1:2      | 0:2      | 3:4              |                                         |

### Gruppe 3
| Pl. | Verein             | Sp. | S | U | N | Tore    | Diff. | Punkte |
| --- | ------------------ | --- | - | - | - | ------- | ----- | ------ |
| 1.  | Fortuna Düsseldorf | 6   | 5 | 0 | 1 | 013:700 | +6    | 10:20  |
| 2.  | Brøndby IF         | 6   | 3 | 1 | 2 | 016:110 | +5    | 07:50  |
| 3.  | RFC Lüttich        | 6   | 2 | 1 | 3 | 014:120 | +2    | 05:70  |
| 4.  | Roda JC Kerkrade   | 6   | 1 | 0 | 5 | 005:180 | −13   | 02:10  |

|                    | Deutschland Bundesrepublik | Danemark | Belgien | Niederlande |
| ------------------ | -------------------------- | -------- | ------- | ----------- |
| Fortuna Düsseldorf |                            | 3:2      | 3:2     | 3:1         |
| Brøndby IF         | 1:3                        |          | 2:0     | 4:0         |
| RFC Lüttich        | 0:1                        | 4:4      |         | 2:1         |
| Roda JC Kerkrade   | 1:0                        | 1:3      | 1:6     |             |

### Gruppe 4
| Pl. | Verein                   | Sp. | S | U | N | Tore    | Diff. | Punkte |
| --- | ------------------------ | --- | - | - | - | ------- | ----- | ------ |
| 1.  | Standard Lüttich         | 6   | 3 | 2 | 1 | 014:800 | +6    | 08:40  |
| 2.  | Odense BK                | 6   | 1 | 4 | 1 | 006:600 | ±0    | 06:60  |
| 3.  | Eintracht Braunschweig   | 6   | 2 | 2 | 2 | 008:900 | −1    | 06:60  |
| 4.  | Go Ahead Eagles Deventer | 6   | 1 | 2 | 3 | 007:120 | −5    | 04:80  |

|                          | Belgien | Danemark | Deutschland Bundesrepublik | Niederlande |
| ------------------------ | ------- | -------- | -------------------------- | ----------- |
| Standard Lüttich         |         | 3:0      | 4:1                        | 4:2         |
| Odense BK                | 1:1     |          | 1:1                        | 3:0         |
| Eintracht Braunschweig   | 3:1     | 0:0      |                            | 2:1         |
| Go Ahead Eagles Deventer | 1:1     | 1:1      | 2:1                        |             |

### Gruppe 5
| Pl. | Verein          | Sp. | S | U | N | Tore    | Diff. | Punkte |
| --- | --------------- | --- | - | - | - | ------- | ----- | ------ |
| 1.  | AIK Solna       | 6   | 4 | 0 | 2 | 016:700 | +9    | 08:40  |
| 2.  | Górnik Zabrze   | 6   | 4 | 0 | 2 | 010:600 | +4    | 08:40  |
| 3.  | 1. FC Magdeburg | 6   | 2 | 1 | 3 | 007:100 | −3    | 05:70  |
| 4.  | 1. FC Nürnberg  | 6   | 1 | 1 | 4 | 007:170 | −10   | 03:90  |

|                 | Schweden | Polen | Deutschland Demokratische Republik 1949 | Deutschland Bundesrepublik |
| --------------- | -------- | ----- | --------------------------------------- | -------------------------- |
| AIK Solna       |          | 2:3   | 2:0                                     | 8:2                        |
| Górnik Zabrze   | 1:0      |       | 3:0                                     | 1:0                        |
| 1. FC Magdeburg | 0:2      | 2:1   |                                         | 3:0                        |
| 1. FC Nürnberg  | 1:2      | 2:1   | 2:2                                     |                            |

### Gruppe 6
| Pl. | Verein             | Sp. | S | U | N | Tore    | Diff. | Punkte |
| --- | ------------------ | --- | - | - | - | ------- | ----- | ------ |
| 1.  | Malmö FF           | 6   | 4 | 1 | 1 | 010:400 | +6    | 09:30  |
| 2.  | FC Karl-Marx-Stadt | 6   | 3 | 2 | 1 | 012:800 | +4    | 08:40  |
| 3.  | SK Sturm Graz      | 6   | 1 | 2 | 3 | 006:800 | −2    | 04:80  |
| 4.  | FC Luzern          | 6   | 1 | 1 | 4 | 004:120 | −8    | 03:90  |

|                    | Schweden | Deutschland Demokratische Republik 1949 | Osterreich | Schweiz |
| ------------------ | -------- | --------------------------------------- | ---------- | ------- |
| Malmö FF           |          | 3:0                                     | 1:0        | 1:0     |
| FC Karl-Marx-Stadt | 2:1      |                                         | 2:1        | 5:0     |
| SK Sturm Graz      | 2:2      | 1:1                                     |            | 1:0     |
| FC Luzern          | 0:2      | 2:2                                     | 2:1        |         |

### Gruppe 7
| Pl. | Verein                  | Sp. | S | U  | N | Tore    | Diff. | Punkte |
| --- | ----------------------- | --- | - | -- | - | ------- | ----- | ------ |
| 1.  | Videoton Székesfehérvár | 6   | 6 | 0  | 0 | 014:400 | +10   | 12:0   |
| 2.  | IFK Göteborg            | 18  | 3 | 15 | 0 | 003:100 | −7    | 21:15  |
| 3.  | TJ Vítkovice            | 6   | 2 | 1  | 3 | 006:900 | −3    | 05:70  |
| 4.  | LASK Linz               | 6   | 0 | 1  | 5 | 003:150 | −12   | 01:11  |

|                         | Ungarn 1957 | Schweden | Tschechoslowakei | Osterreich |
| ----------------------- | ----------- | -------- | ---------------- | ---------- |
| Videoton Székesfehérvár |             | 2:0      | 1:0              | 2:0        |
| IFK Göteborg            | 1:3         |          | 3:0              | 4:1        |
| TJ Vítkovice            | 2:3         | 3:2      |                  | 0:0        |
| LASK Linz               | 1:3         | 1:5      | 0:1              |            |

### Gruppe 8
| Pl. | Verein           | Sp. | S | U | N | Tore    | Diff. | Punkte |
| --- | ---------------- | --- | - | - | - | ------- | ----- | ------ |
| 1.  | Maccabi Netanja  | 6   | 4 | 1 | 1 | 013:130 | ±0    | 09:30  |
| 2.  | FC Admira/Wacker | 6   | 3 | 2 | 1 | 015:600 | +9    | 08:40  |
| 3.  | FC Wettingen     | 6   | 2 | 2 | 2 | 008:900 | −1    | 06:60  |
| 4.  | Beitar Jerusalem | 6   | 0 | 1 | 5 | 006:140 | −8    | 01:11  |

|                  | Israel | Osterreich | Schweiz | Israel |
| ---------------- | ------ | ---------- | ------- | ------ |
| Maccabi Netanja  |        | 2:1        | 2:2     | 4:3    |
| FC Admira/Wacker | 6:0    |            | 3:1     | 2:2    |
| FC Wettingen     | 0:3    | 1:1        |         | 1:0    |
| Beitar Jerusalem | 1:2    | 0:2        | 0:3     |        |

### Gruppe 9
| Pl. | Verein                | Sp. | S | U | N | Tore    | Diff. | Punkte |
| --- | --------------------- | --- | - | - | - | ------- | ----- | ------ |
| 1.  | FC Zürich             | 6   | 4 | 0 | 2 | 007:700 | ±0    | 08:40  |
| 2.  | Spartak TAZ Trnava    | 6   | 3 | 1 | 2 | 012:900 | +3    | 07:50  |
| 3.  | Ferencváros Budapest  | 6   | 2 | 2 | 2 | 009:600 | +3    | 06:60  |
| 4.  | SK Austria Klagenfurt | 6   | 1 | 1 | 4 | 007:130 | −6    | 03:90  |

|                       | Schweiz | Tschechoslowakei | Ungarn 1957 | Osterreich |
| --------------------- | ------- | ---------------- | ----------- | ---------- |
| FC Zürich             |         | 2:1              | 1:0         | 2:0        |
| Spartak TAZ Trnava    | 2:0     |                  | 1:1         | 3:1        |
| Ferencváros Budapest  | 3:0     | 3:1              |             | 0:0        |
| SK Austria Klagenfurt | 1:2     | 2:4              | 3:2         |            |

### Gruppe 10
| Pl. | Verein               | Sp. | S | U | N | Tore    | Diff. | Punkte |
| --- | -------------------- | --- | - | - | - | ------- | ----- | ------ |
| 1.  | GKS Katowice         | 6   | 3 | 3 | 0 | 009:400 | +5    | 09:30  |
| 2.  | Vålerenga IF Fotball | 6   | 2 | 3 | 1 | 011:100 | +1    | 07:50  |
| 3.  | SSW Innsbruck        | 6   | 1 | 3 | 2 | 008:800 | ±0    | 05:70  |
| 4.  | Östers IF            | 6   | 0 | 3 | 3 | 007:130 | −6    | 03:90  |

|                      | Polen | Norwegen | Osterreich | Schweden |
| -------------------- | ----- | -------- | ---------- | -------- |
| GKS Katowice         |       | 2:1      | 2:1        | 3:0      |
| Vålerenga IF Fotball | 1:1   |          | 2:1        | 4:3      |
| SSW Innsbruck        | 0:0   | 2:2      |            | 2:0      |
| Östers IF            | 1:1   | 1:1      | 2:2        |          |

## Intertoto-Cup Sieger 1984
- Bohemians ČKD Prag
- Aarhus GF
- Fortuna Düsseldorf
- Standard Lüttich
- AIK Solna
- Malmö FF
- Videoton Székesfehérvár
- Maccabi Netanja
- FC Zürich
- GKS Katowice